# Calliaster thompsonae
Calliaster thompsonae är en sjöstjärneart som beskrevs av H.E.S. Clark 200. Calliaster thompsonae ingår i släktet Calliaster och familjen ledsjöstjärnor. Inga underarter finns listade i Catalogue of Life.